# William Schutz
Pour les articles homonymes, voir Schutz.
William Schutz, né William Carl Schutz le 19 décembre 1925 à Chicago (Illinois) et mort le 9 novembre 2002 à Muir Beach (Californie), était un psychologue américain. Il est principalement connu pour ses contributions au domaine de la psychologie humaniste et de la psychothérapie.

## Parcours institutionnel
William Schutz a obtenu son doctorat de psychologie en 1951 à l'Université de Californie à Los Angeles (UCLA), établissement renommé pour ses programmes de recherche en psychologie. Au cours des années 1950, il a été membre éminent du groupe de pairs du Counseling Center de l'Université de Chicago, où il a collaboré avec des figures influentes telles que Carl Rogers, Thomas Gordon, Abraham Maslow et Elias Porter. Son implication dans ce groupe a contribué à façonner ses perspectives psychologiques et à élargir son champ de recherche.
Par la suite, Schutz a partagé son expertise en enseignant dans plusieurs institutions prestigieuses. Il a occupé des postes d'enseignant à l'Université Tufts, à Harvard, à l'Université de Californie à Berkeley, et au Albert Einstein College of Medicine. En outre, Schutz a occupé le poste de président du département d'études holistiques à l'Université Antioch jusqu'en 1983.

## Théorie des relations interpersonnelles
L'une des contributions majeures de Schutz à la psychologie a été la création de la théorie des relations interpersonnelles appelée Orientation fondamentale des relations interpersonnelles, en anglais Fundamental Interpersonal Relations Orientation (FIRO), qu'il introduit en 1958 et présente en 1967 dans son ouvrage influent Joy: Expanding Human Awareness. Selon cette théorie trois besoins fondamentaux influencent les relations interpersonnelles : l'inclusion, le contrôle et l'affection. Le besoin d'inclusion se réfère au désir fondamental d'appartenir à un groupe ou à une communauté, et d'être accepté par ses membres. Le besoin de contrôle concerne la gestion de sa propre vie et de son environnement. Le besoin d'affection englobe le désir d'établir des connexions émotionnelles significatives avec les autres. Schutz considérait que l'inclusion, le contrôle et l'affection étaient trois dimensions nécessaires et suffisantes pour expliquer la plupart des interactions humaines et pour évaluer la dynamique des groupes.

## Autres contributions
Outre ses travaux sur la théorie du besoin en relation et sur l'histoire de la psychologie, Schutz a joué un rôle essentiel dans le développement du mouvement de la psychologie humaniste. Il a contribué à l'émergence de perspectives centrées sur la personne et axées sur la croissance individuelle.
Schutz a écrit plus de nombreux articles et livres, dont le succès Joy: Expanding Human Awareness en 1967, Here Comes Everybody en 1971, Profound Simplicity en 1979, The Truth Option en 1984 et The Human Element en 1994. Adepte de la maxime L'ouverture est le grand simplificateur, il a créé le programme d'études holistiques à l'Université Antioch de San Francisco.
En tant que thérapeute corporel, il a exploré des approches alternatives centrées sur le corps, intégrant des éléments tels que la vérité, le choix, la responsabilité, l'estime de soi et l'honnêteté. Ses influences couvrent non seulement la psychologie, mais aussi la philosophie, la méthodologie de la recherche et diverses approches thérapeutiques. Il a été un chercheur, explorant un large éventail de méthodes physiques, psychologiques et spirituelles pour intégrer la science avec l'expérience.